# استفان دیمیتروف (بازیکن والیبال)
استفان دیمیتروف (بلغاری: Стефан Димитров؛ زادهٔ ۱۵ مهٔ ۱۹۵۶) بازیکن والیبال اهل بلغارستان است.